# Osbald
Osbald  was gedurende 27 dagen koning van Northumbria in het jaar 796.

## Context
Osbald leefde in een woelige periode in de geschiedenis van Northumbria, waar koningen werden afgezet of vermoord. Na de moord op zijn voorganger Æthelred I ontstond er een vacuüm, als ealdorman werd hij door een van de facties uitgeroepen tot koning.
Alcuinus, raadsman van Karel de Grote en voormalig Aartsbisschop van York, het belangrijkste bisdom van Northumbria, floot hem terug. Osbald trad af en werd abt van het klooster van Lindisfarne, recentelijk geplunderd door de Vikingen. Kort nadien verliet hij het klooster en sloot zich aan bij de koning van de Picten Causantín mac Fergusa.
Osbald stierf in 799.